# 溫特瓦茨

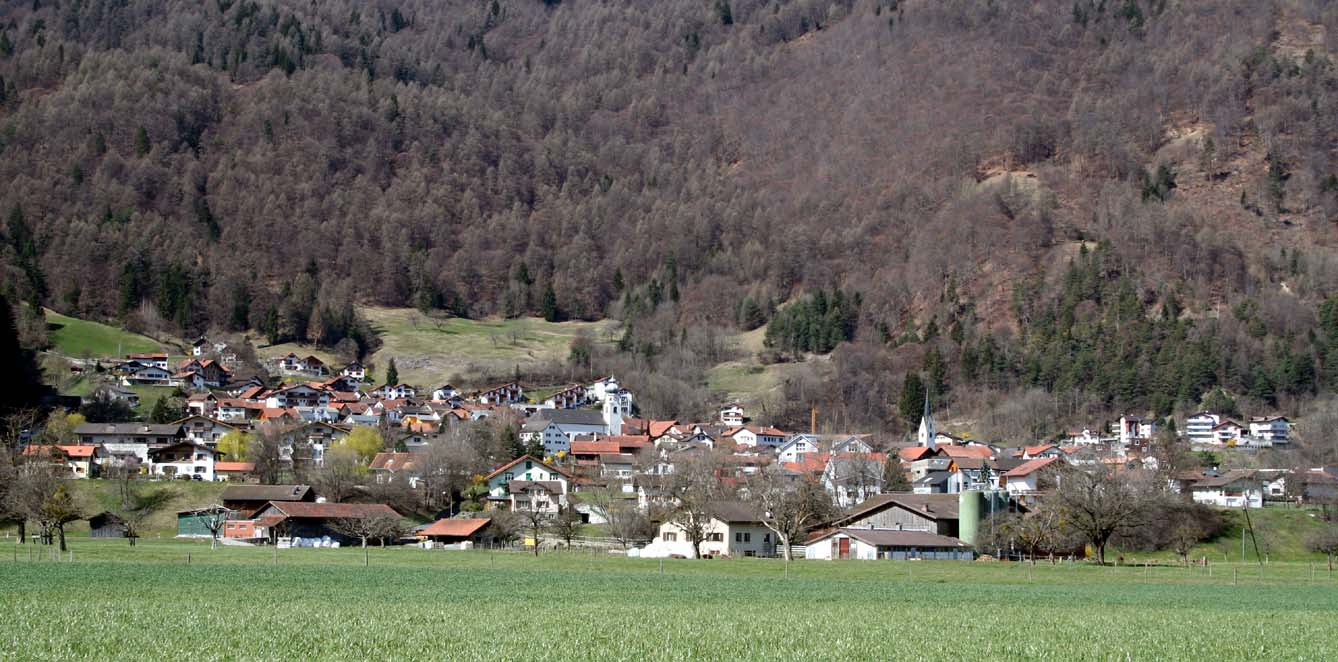

溫特瓦茨是瑞士的城鎮，位於該國東部，由格勞賓登州負責管轄，面積27.72平方公里，海拔高度564米，2011年人口2,353，人口密度每平方公里85人。

## 外部連結
- Official Web site （页面存档备份，存于）